# Stonerki
Stonerki – utwór Young Leosi, który został wydany, wraz z minialbumem „Hulanki”, 23 września 2021. Gościnnie na utworze pojawiła się Oliwka Brazil.
Nagranie otrzymało w Polsce status platynowej płyty płyty 3 sierpnia 2022. Utwór został odsłuchany ponad 18 milionów razy w serwisie Spotify (2024).

## Nagrywanie
Utwór został wyprodukowany przez SecretiveSuicide'a. Za mix/mastering i realizację utworu odpowiada Dj Johny NOBOCOTO Studio, Janusz Walczuk, SEEK, Wroobel. Tekst do utworu został napisany przez Young Leosię i Oliwkę Brazil.

## Twórcy
Opracowane na podstawie Genius, Spotify oraz opisu utworu na YouTube.
- Young Leosia – wokal, tekst
- Oliwka Brazil – wokal, tekst
- Dj Johny NOBOCOTO Studio – mix, mastering, realizacja
- Janusz Walczuk – mix, mastering, realizacja
- SEEK – mix, mastering, realizacja
- Wroobel – mix, mastering, realizacja
- SecretiveSuicide – produkcja, kompozycja

## Certyfikaty i sprzedaż
| Państwo       | Certyfikat      | Sprzedaż | Data przyznania |
| ------------- | --------------- | -------- | --------------- |
| Polska (ZPAV) | platynowa płyta | 50 000+  | 3 sierpnia 2022 |